# 메이저 리그 베이스볼
메이저 리그 베이스볼(영어: Major League Baseball, MLB)은 미국과 캐나다에서 최고 수준의 프로 야구 리그를 말한다. 명확하게 따지자면, 메이저 리그 베이스볼은 내셔널 리그와 아메리칸 리그를 운영하는 조직으로, 공통의 조직 구성에 의해 1901년부터 서로 발전해왔다(내셔널 리그는 1876년부터 존재했다.). 2000년, 커미셔너의 MLB 운영에 대한 모든 책임을 가정해서, 두 리그는 분리된 법인을 중지했다. MLB는 사실상 한 리그로 운영되고, 그러한 기능에 있어서 MLB는 NFL, NBA, NHL과 함께 미국과 캐나다에서 거대 프로페셔널 스포츠 리그 중 하나로 여겨진다. MLB는 현재 30개의 팀으로 구성되어 있다. 미국에 29개팀, 캐나다에 1개팀이 있다. MLB는 또한 국제 야구 연맹과 함께 월드 베이스볼 클래식을 관리한다.
각 팀의 162경기(특별한 경기(올스타전 등)나 또는 1경기 플레이오프를 포함)로 이루어진 각 시즌은 일반적으로 4월의 첫 일요일에 시작해 10월의 첫 일요일에 끝나고, 포스트 시즌은 10월, 또는 가끔씩 11월 초에 시작한다. 두 리그에서 같은 규칙을 적용하는데, 한 가지 예외가 있다. 아메리칸 리그는 지명 타자 제도를 실시하는 반면, 내셔널 리그는 실시하지 않는다. 인터 리그와 월드 시리즈에서 지명 타자제의 실시는 홈팀의 리그에 따라 결정된다. 2010년 기준으로, 올스타전은 개최지에 상관없이 지명 타자제를 사용한다. 현재까지 메이저 리거를 배출한 나라는 대한민국을 포함하여 46국이다.
경기 형식은 정규 시즌과 포스트 시즌으로 구성되며, 각 리그의 우승 팀이 월드 시리즈라는 우승 결정전을 치러서 월드 챔피언을 결정한다. 정규 시즌은 4월 초순부터 9월 하순에 걸쳐 각 팀이 162경기를 치르면서 지구 우승을 다툰다. 10월초부터 포스트 시즌이 토너먼트 형식으로 진행된다. 토너먼트에서는 각 단계마다 디비전 시리즈, 리그 챔피언십 시리즈, 월드 시리즈로 연결된다.

## 시즌 구성

### 스프링 트레이닝

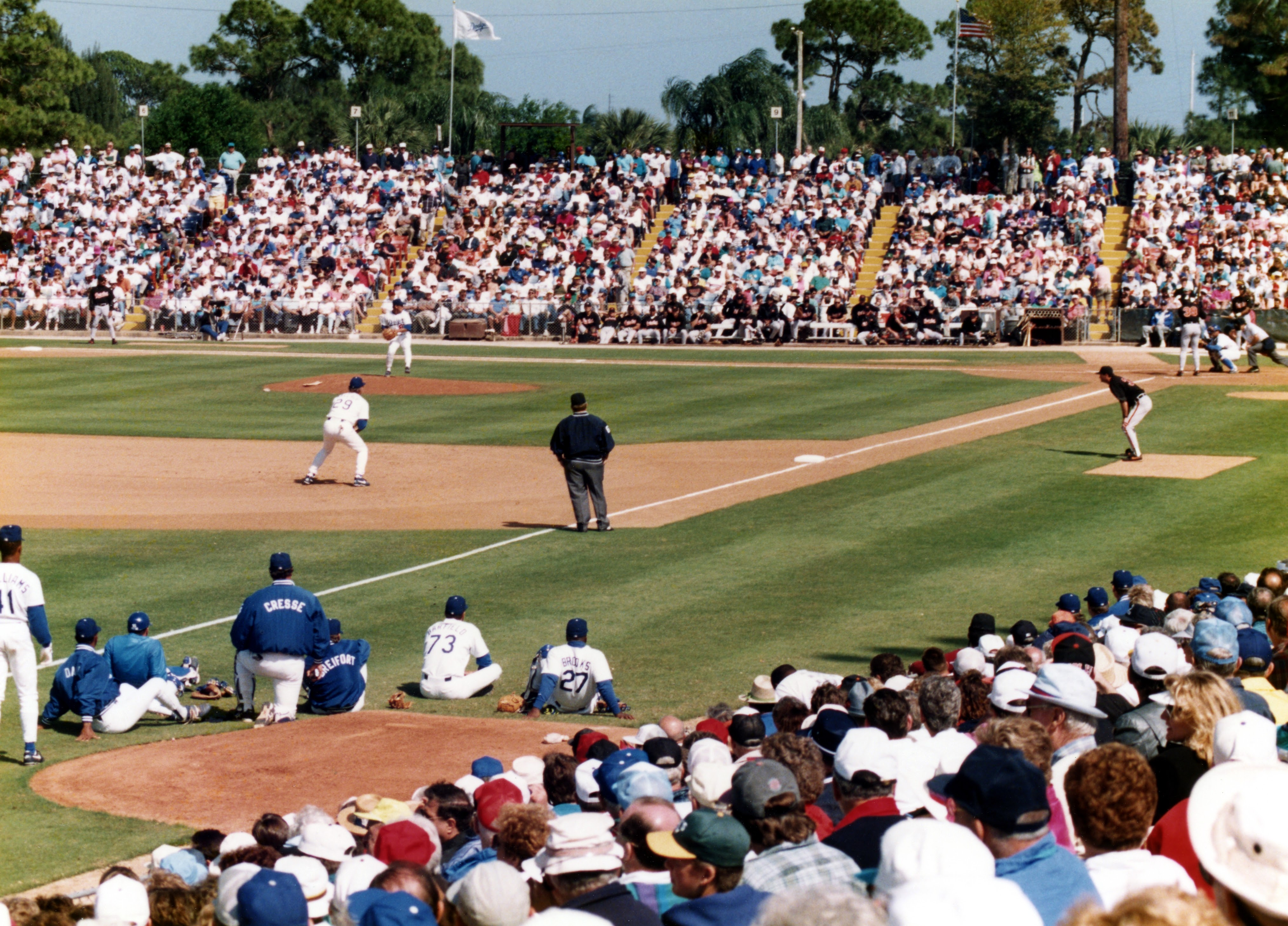
플로리다주 베로비치의 LA 다저스 캠프에서 그레이프프루트 리그 경기

스프링 트레이닝은 정규 시즌이 시작되기 전에 있는 훈련과 시범 경기 기간이다. 스프링 트레이닝은 로스터와 포지션 지위를 시험하기 위해서 새 선수들을 허용하고, 경쟁 이전에 선수들에게 훈련 시간을 준다. 스프링 트레이닝은 날씨와 좋아하는 팀의 플레이를 즐기기 위해 따뜻한 지역으로 여행을 온 팬들의 주목과 군중들을 항상 끌어 들여왔고, 스프링 트레이닝은 보통 많은 대학생들의 봄방학과 겹치게 된다. 사인을 얻으려는 사람들은 또한 스프링 트레이닝 기간 동안 선수들을 가까이 접근하는 방법을 찾는다. 그리고 봄방학이 끝나면 종료된다.
스프링 트레이닝은 일반적으로 거의 두 달간의 기간인데, 2월 중순에 시작해서 바로 시즌 개막전 전까지 지속되는데, 시즌 개막은 전통적으로 4월 첫주에 있다(그리고 몇 팀들은 다른 팀이 개막전을 치를 때 스프링 트레이닝 경기를 하는 경우도 있다.). 투수와 포수는 스프링 트레이닝을 처음 보고하는데 투수들은 포지션의 철저한 특징 때문에 긴 기간의 트레이닝으로부터 이익이다. 일주일 정도 후에, 포지션 선수들은 돌아와서 팀 훈련을 시작하게 된다. 때문에 포지션별로 따로 연습을 하게 된다.

### 정규 시즌
현재 MLB의 일반적인 시즌은 보통 3경기 시리즈로 이루어지나 가끔 2, 4경기 시리즈나 드물게 5경기 시리즈로도 있는 162경기의 일정이다. 순연된 경기나 서스펜디드 경기의 재개는 즉석으로 1경기 또는 5경기 시리즈가 만들어지는 결과를 가져올 수있다. 한 팀의 시리즈는 여러 시리즈가 함께 모인 홈과 원정 경기로 구성된다. 팀은 대개 1주일에 6경기를 치르고, 월요일 또는 목요일에 휴식일을 갖는다. 종종, 경기는 밤에 일정이 있지만, 6~8월 동안에 더 많은 날 경기가 치러진다. 일요일 경기는 일반적으로 오후에 치러져서, 경기팀들이 다음 월요일 밤경기를 위한 경기지역으로 이동하도록 시간을 만들어준다. 5월 중순의 한 주와 6월의 마지막 ⅔에 팀은 인터 리그에 참가하는데, 이따금 있는 서로 다른 리그에 있는 다른 팀끼리의 대결을 보기위해 온 팬들을 허용한다. 2013년부터는 (휴스턴 애스트로스가 내셔널 리그 중부에서 아메리칸 리그 서부로 소속을 옮기면서) 시즌중에도 인터리그를 한다. 시즌의 모든 진행 이후에, 팀은 리그의 4개 플레이오프 티켓을 두고 경쟁하는데, 팀이 소속된 디비전에서 우승하거나, 또는 와일드 카드의 지위를 얻게 된다. 역대 시즌에서, 포스트 시즌 팀은 시즌 마지막까지 가서 결정되는 반면에 8월에 일찍 결정되는 경우도 있다. 포스트 시즌은 가을에 열리게 된다.

### 올스타전

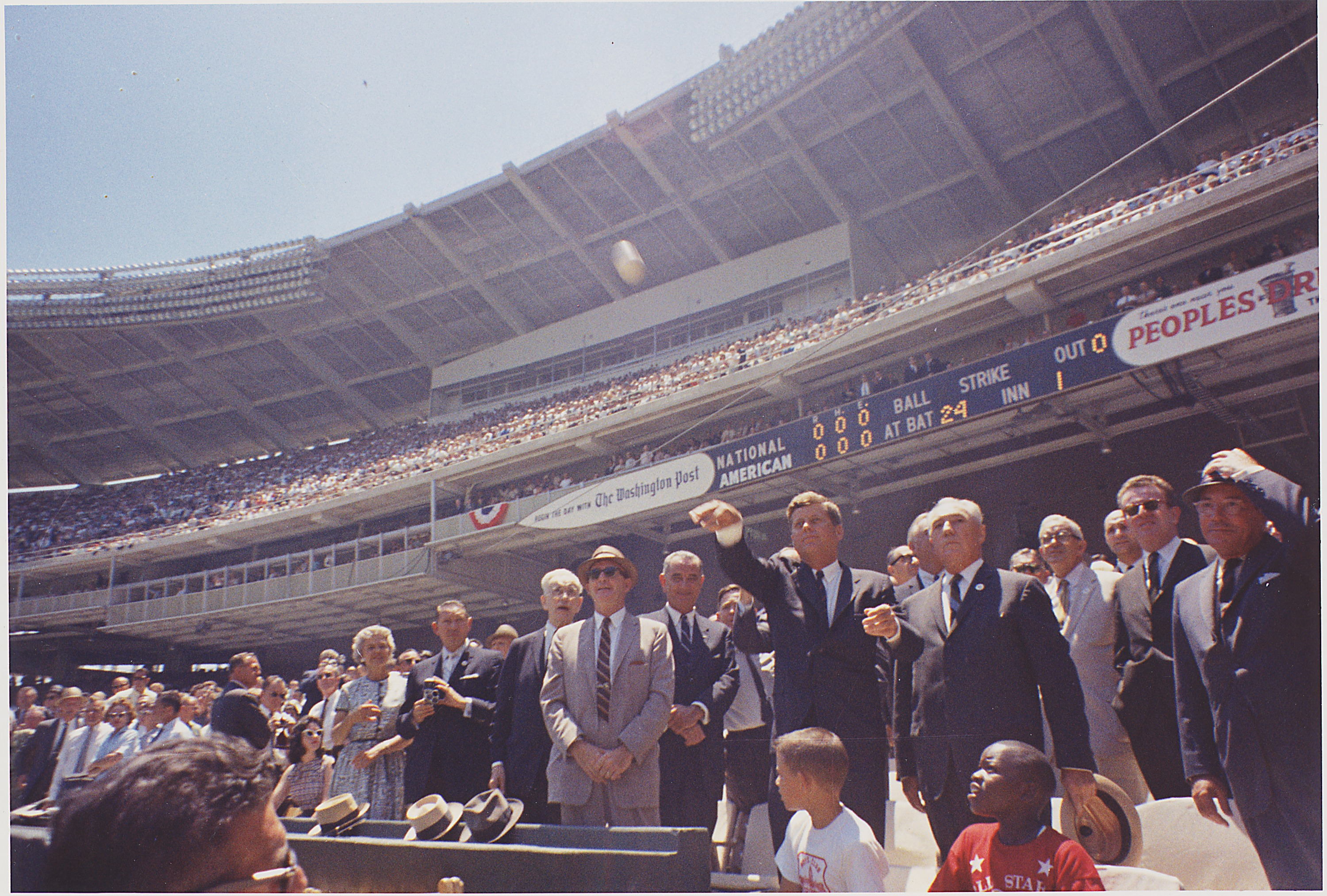
존 F. 케네디 대통령이 1962년 올스타전에서 시구하고 있다.

7월 초―시즌의 중간 지점 이후―3일 휴식 이후에 메이저 리그 야구 올스타전이 개최된다. 올스타전은 두 리그의 선수들이 모두 출전하고 각 리그의 지난 시즌 월드시리즈 진출 팀의 감독이 감독을 맡는 것을 특징으로 한다. 1959년부터 1961년까지 두 경기가 개최되었는데, 한 경기는 7월, 또다른 한 경기는 8월에 치러졌다. 올스타전에서 지명 타자제는 1989년 처음으로 사용되었다. 이 제도를 사용한 이후의 경기는 아메리칸 리그 경기장에서 치러졌을 때이다. 2010년부터, 이 규칙은 개최지에 상관없이 적용된다.
2002년 밀워키에서 11이닝 연장전이 논란이 있는 가운데 끝났다. 2003년부터, 올스타전에서 이긴 리그가 월드 시리즈에서 홈구장 혜택을 얻게 되었다. 리그 우승 팀은 홈구장에서 첫 두 경기를 치르고, 마지막 두 경기도 마찬가지로 홈구장에서 필요하게 될 경우 치러지게 된다. 2010년에 처음으로 내셔널 리그 우승 팀이 이 규칙으로 혜택을 보았다. 하지만 내셔널 리그 헤택에 상관 없이 2003년과 2009년 사이에 치러진 7번의 월드 시리즈에서 분명히 3번은 이겼었다.
첫 올스타전은 1933년 국제 박람회의 일부로서 일리노이주 시카고에서 개최되었는데, 이 행사는 시카고 트리뷴에서 스포츠란 편집자였던 아치 워드의 독창적인 생각이었다. 처음에는 1회 행사로 기획되었지만, 대단한 성공을 거두자 1년을 단위로 정례화하게 되었다. 워드의 기여는 1962년에 메이저 리그 베이스볼에서 매년마다 올스타전 최우수 선수에게 주는 '아치 워드 트로피'의 설치로 인정되었다.(2002년, 이 상은 '테드 윌리엄스 최우수 선수상'으로 이름이 변경되었다.)
각 팀의 선발 명단의 여덟 선수를 팬 투표로 출전 선수를 1947년부터 뽑아왔다. 팬 투표는 신시내티의 투표 상자 채우기 스캔들 이후에 폐지되었다. 여덟 부문 중에 7명이 원래 레즈 선수였고, 그 중 두명은 이후 명단에서 윌리 메이스와 행크 아론을 넣기 위해 빠지게 되었다. 팬 투표는 1970년 원래대로 다시 실시되었고, 최근의 인터넷 투표를 포함해서 계속되고 있다고 한다.
첫 올스타전 때부터, 선수들은 원래 소속팀 유니폼을 입어왔는데, 한가지 예외가 있었다. 최초의 경기에서, 내셔널 리그 선수들은 경기를 위해 만들어진, 셔츠 앞에 가로질러 'National League'(내셔널 리그)라 적힌 유니폼을 입었다.

### 포스트시즌
| 월드 시리즈 기록 |                                             |             |             |           |
| 순위             | 팀                                          | 시리즈 우승 | 마지막 우승 | 리그 우승 |
| 1위              | 뉴욕 양키스 (AL)                            | 27          | 2009        | 41        |
| 2위              | 세인트루이스 카디널스 (NL)                  | 11          | 2011        | 19        |
| 3위              | 오클랜드 애슬레틱스 (AL)                    | 9           | 1989        | 15        |
| 3위              | 보스턴 레드삭스 (AL)                        | 9           | 2018        | 14        |
| 5위              | 샌프란시스코 자이언츠 (NL)                  | 8           | 2014        | 23        |
| 5위              | 로스앤젤레스 다저스 (NL)                    | 8           | 2024        | 25        |
| 7위              | 신시내티 레즈 (NL)                          | 5           | 1990        | 10        |
| 7위              | 피츠버그 파이리츠 (NL)                      | 5           | 1979        | 9         |
| 9위              | 디트로이트 타이거스 (AL)                    | 4           | 1984        | 11        |
| 9위              | 애틀랜타 브레이브스 (NL)                    | 4           | 2021        | 22        |
| 11위             | 볼티모어 오리올스 (AL)                      | 3           | 1983        | 3         |
| 11위             | 미네소타 트윈스 (AL)                        | 3           | 1991        | 6         |
| 11위             | 시카고 화이트삭스 (AL)                      | 3           | 2005        | 6         |
| 11위             | 시카고 컵스 (NL)                            | 3           | 2016        | 17        |
| 15위             | 필라델피아 필리스 (NL)                      | 2           | 2008        | 8         |
| 15위             | 클리블랜드 가디언즈 (AL)                    | 2           | 1948        | 6         |
| 15위             | 뉴욕 메츠 (NL)                              | 2           | 1986        | 4         |
| 15위             | 토론토 블루제이스 (AL)                      | 2           | 1993        | 2         |
| 15위             | 마이애미 말린스 (NL)                        | 2           | 2003        | 2         |
| 15위             | 캔자스시티 로열스 (AL)                      | 2           | 2015        | 4         |
| 15위             | 휴스턴 애스트로스 (NL에서 AL로 2013년 이동) | 2           | 2022        | 5         |
| 22위             | 애리조나 다이아몬드백스 (NL)                | 1           | 2001        | 2         |
| 22위             | 로스앤젤레스 에인절스 (AL)                  | 1           | 2002        | 1         |
| 22위             | 워싱턴 내셔널스 (NL)                        | 1           | 2019        | 1         |
| 22위             | 텍사스 레인저스 (AL)                        | 1           | 2023        | 3         |
| 26위             | 샌디에이고 파드리스 (NL)                    | 0           |             | 2         |
| 26위             | 탬파베이 레이스 (AL)                        | 0           |             | 2         |
| 26위             | 밀워키 브루어스 (AL에서 NL로 1998년 이동)   | 0           |             | 1         |
| 26위             | 콜로라도 로키스 (NL)                        | 0           |             | 1         |
| 26위             | 시애틀 매리너스 (AL)                        | 0           |             | 0         |

10월의 첫 일요일(또는 9월 마지막 일요일)에 정규 시즌이 끝난 이후에, 10팀은 포스트시즌 플레이오프에 진출한다. 그 중에 6팀은 지구 우승 팀이고, 나머지 4팀은 각 리그의 지구 우승 팀을 제외하고 승률 1,2위인 팀이 와일드 카드의 지위를 얻고 진출한다. 2012년부터 각 리그의 와일드카드 순위에서 2위를 한 팀도 플레이오프에 진출할 수 있고, 와일드카드 1위와 단판승부를 펼친다. 여기서 이긴 팀은 디비전시리즈 진출권을 얻게 된다. 그리고 우승 팀을 결정하기 위해서 경기 시리즈가 3라운드로 치러지는데 다음과 같은 과정이다.
1. 아메리칸 리그 디비전 시리즈와 내셔널 리그 디비전 시리즈는 각각의 리그에서 뽑힌 8팀이 5경기 시리즈로 4팀의 진출팀을 결정한다.
2. 아메리칸 리그 챔피언십 시리즈와 내셔널 리그 챔피언십 시리즈는 4팀이 7경기 시리즈로 2팀의 진출팀을 결정한다. 진출팀은 비공식적으로 각각의 리그 우승 팀로 불린다.
3. 월드 시리즈는 각 리그에서 최종으로 진출한 2팀이 벌이는 7경기 시리즈이다.

디비전 시리즈에서, 지구 우승 팀은 승패 기록에 기초해서 #1, #2, #3번 시드를 받는다. 와일드 카드 팀은 4번째 시드를 받고 #1 시드와 경기를 치르게 된다(#1 시드와 #4가 같은 지구에 속해도 상관없다). 남은 두 지구 우승 팀이 경기를 치른다. 첫 두 라운드에서, 더 높은 시드 숫자의 팀이 기록에 상관 없이 홈구장 헤택을 받게 된다.
각 팀의 포스트 시즌 시리즈는 두 팀 홈구장 사이에 나뉘고, 홈구장 혜택은 혜택이 있는 팀에 구장에서 시리즈가 마지막 경기까지 개최되는 경우가 아니라면 이론상으로 중요한 역할로 작용하지 않는다. 그러나 만약 홈구장 혜택이 있는 팀이 첫 두 경기를 이길 경우에(홈에서) 중요한 역할을 할 수 있는데, 시리즈의 남은 경기에 약간의 탄력이 붙게 된다.

### 국제 경기
1986년 이래, 메이저 리그 베이스볼 올스타 팀은 일본에서 2년마다 시즌 후에 투어를 해왔는데, MLB 일본 올스타 시리즈를 개최해 일본 프로 야구 올스타와 경기를 해왔다. 1992년 시작해서 계속 때때로 몇몇 메이저 리그 야구 팀들은 일본 팀을 상대로 경기를 해왔다.
1990년, 멕시코 몬테레이에서 정규리그 공식 개막전이 열렸다. 2000년에는 일본의 도쿄에서 뉴욕 메츠와 시카고 컵스의 경기로 치러졌다. 2001년에는 푸에르토리코의 산후안에서 열렸다. 이후 다시 일본의 도쿄에서 2004년, 2008년, 2012년까지 개막전이 치러졌다. 2014년, 메이저 리그 베이스볼 정규리그 공식 개막전은 오스트레일리아의 시드니에서 애리조나 다이아몬드백스와 로스앤젤레스 다저스 간의 경기로 치러졌다. 이 경기는 1914년 1월 3일 시카고 화이트삭스와 샌프란시스코 자이언츠 (당시 뉴욕 자이언츠)의 메이저 리그 시범경기를 기념하기 위한 것이었다.
2008년, 메이저 리그 베이스볼은 중국에서 MLB 중국 시리즈를 치렀다. 이 시리즈는 샌디에이고 파드리스와 로스앤젤레스 다저스 간의 스프링 트레이닝 경기었다. 이 경기는 중국에서 야구를 대중화하기 위한 일환이었다.
2014년 메이저리그 베이스볼은 호주에서 MLB 호주 시리즈를 치렀다. 이 시리즈는 애리조나 다이아몬드백스와 로스엔젤레스 다저스의 정규리그 개막전 경기였다.
2019년 메이저리그 베이스볼은 영국에서 MLB 런던 시리즈를 치른다. 이 시리즈는 뉴욕 양키스와 보스턴 레드삭스의 정규리그 경기이다. 이 경기는 영국에서 야구를 대중화하기 위한 일환이다.

## MLB 팀
| 지구          | 구단명                  | 연고지                    | 경기장                        | 수용 인원     | 창설          | 가맹          |               |               |
| 아메리칸 리그 | 아메리칸 리그           | 아메리칸 리그             | 아메리칸 리그                 | 아메리칸 리그 | 아메리칸 리그 | 아메리칸 리그 | 아메리칸 리그 | 아메리칸 리그 |
| ------------- | ----------------------- | ------------------------- | ----------------------------- | ------------- | ------------- | ------------- | ------------- | ------------- |
| 동부          | 볼티모어 오리올스       | 메릴랜드주 볼티모어       | 오리올 파크 앳 캠던 야즈      | 45,971명      | 1901년        | 1901년        |               |               |
| 동부          | 보스턴 레드삭스         | 매사추세츠주 보스턴       | 펜웨이 파크                   | 37,949명      | 1901년        | 1901년        |               |               |
| 동부          | 뉴욕 양키스             | 뉴욕주 뉴욕               | 양키 스타디움                 | 47,309명      | 1901년        | 1901년        |               |               |
| 동부          | 탬파베이 레이스         | 플로리다주 탬파           | 조지 M. 스타인브레너 필드     | 11,026명      | 1998년        | 1998년        |               |               |
| 동부          | 토론토 블루제이스       | 온타리오주 토론토         | 로저스 센터                   | 49,282명      | 1977년        | 1977년        |               |               |
| 중부          | 시카고 화이트삭스       | 일리노이주 시카고         | 개런티드 레이트 필드          | 40,615명      | 1901년        | 1901년        |               |               |
| 중부          | 클리블랜드 가디언스     | 오하이오주 클리블랜드     | 프로그레시브 필드             | 35,225명      | 1901년        | 1901년        |               |               |
| 중부          | 디트로이트 타이거스     | 미시간주 디트로이트       | 코메리카 파크                 | 41,297명      | 1901년        | 1901년        |               |               |
| 중부          | 캔자스시티 로열스       | 미주리주 캔자스시티       | 코프먼 스타디움               | 37,903명      | 1969년        | 1969년        |               |               |
| 중부          | 미네소타 트윈스         | 미네소타주 미니애폴리스   | 타깃 필드                     | 38,871명      | 1901년        | 1901년        |               |               |
| 서부          | 휴스턴 애스트로스       | 텍사스주 휴스턴           | 미닛 메이드 파크              | 41,676명      | 1962년        | 2013년        |               |               |
| 서부          | 로스앤젤레스 에인절스   | 캘리포니아주 애너하임     | 에인절 스타디움 오브 애너하임 | 45,957명      | 1961년        | 1961년        |               |               |
| 서부          | 애슬레틱스              | 캘리포니아주 새크라멘토   | 서터 헬스 파크                | 14,014명      | 1901년        | 1901년        |               |               |
| 서부          | 시애틀 매리너스         | 워싱턴주 시애틀           | T-모바일 파크                 | 47,943명      | 1977년        | 1977년        |               |               |
| 서부          | 텍사스 레인저스         | 텍사스주 알링턴           | 글로브 라이프 필드            | 40,300명      | 1961년        | 1961년        |               |               |
| 내셔널 리그   |                         |                           |                               |               |               |               |               |               |
| 동부          | 애틀랜타 브레이브스     | 조지아주 컴벌랜드         | 트루이스트 파크               | 41,500명      | 1871년        | 1876년        |               |               |
| 동부          | 마이애미 말린스         | 플로리다주 마이애미       | 론디포 파크                   | 36,742명      | 1993년        | 1993년        |               |               |
| 동부          | 뉴욕 메츠               | 뉴욕주 뉴욕               | 시티 필드                     | 41,922명      | 1962년        | 1962년        |               |               |
| 동부          | 필라델피아 필리스       | 펜실베이니아주 필라델피아 | 시티즌스 뱅크 파크            | 43,651명      | 1883년        | 1883년        |               |               |
| 동부          | 워싱턴 내셔널스         | 워싱턴 D.C.               | 내셔널스 파크                 | 41,313명      | 1969년        | 1969년        |               |               |
| 중부          | 시카고 컵스             | 일리노이주 시카고         | 리글리 필드                   | 41,268명      | 1874년        | 1876년        |               |               |
| 중부          | 신시내티 레즈           | 오하이오주 신시내티       | 그레이트 아메리칸 볼 파크     | 42,319명      | 1882년        | 1890년        |               |               |
| 중부          | 밀워키 브루어스         | 위스콘신주 밀워키         | 아메리칸 패밀리 필드          | 41,900명      | 1969년        | 1998년        |               |               |
| 중부          | 피츠버그 파이리츠       | 펜실베이니아주 피츠버그   | PNC 파크                      | 38,362명      | 1882년        | 1887년        |               |               |
| 중부          | 세인트루이스 카디널스   | 미주리주 세인트루이스     | 부시 스타디움                 | 43,975명      | 1882년        | 1892년        |               |               |
| 서부          | 애리조나 다이아몬드백스 | 애리조나주 피닉스         | 체이스 필드                   | 48,519명      | 1998년        | 1998년        |               |               |
| 서부          | 콜로라도 로키스         | 콜로라도주 덴버           | 쿠어스 필드                   | 50,398명      | 1993년        | 1993년        |               |               |
| 서부          | 로스앤젤레스 다저스     | 캘리포니아주 로스앤젤레스 | 다저 스타디움                 | 56,000명      | 1884년        | 1890년        |               |               |
| 서부          | 샌디에이고 파드리스     | 캘리포니아주 샌디에이고   | 펫코 파크                     | 40,162명      | 1969년        | 1969년        |               |               |
| 서부          | 샌프란시스코 자이언츠   | 캘리포니아주 샌프란시스코 | 오라클 파크                   | 41,915명      | 1883년        | 1883년        |               |               |

## 미디어

### 텔레비전
폭스(Fox), ESPN, TBS, MLB 네트워크(MLB Network) 등 여러 방송사가 메이저리그(MLB) 경기를 중계하고 있다. 2008년부터 폭스 스포츠는 시즌 내내 매주 토요일 MLB 경기를 중계해왔으며, 그 이전에는 5월부터 9월까지만 중계하였다. 폭스는 매 시즌 올스타전의 중계권도 보유하고 있다. 또한, 폭스는 챔피언십 시리즈 중계를 격년제로 진행하는데, 홀수 연도에는 아메리칸리그 챔피언십 시리즈(ALCS), 짝수 연도에는 내셔널리그 챔피언십 시리즈(NLCS)를 중계한다. 월드 시리즈 전 경기는 폭스에서 중계한다.
ESPN 역시 MLB 경기를 지속적으로 중계하며, 시즌 개막일의 전국 중계로 시작한다. ESPN은 정규 시즌 주간 경기인 선데이 나이트 베이스볼(Sunday Night Baseball) 중계 전, 야구 관련 프로그램인 베이스볼 투나잇(Baseball Tonight) 을 방송한다. 또한, ESPN은 매년 7월 홈런 더비(Home Run Derby) 의 중계권과, 포스트시즌의 와일드카드 시리즈(Wild Card Series) 를 독점 중계할 권리를 보유하고 있다.
TBS는 기존에 전국 단위로 일요일 오후 정규 시즌 경기를 비독점적으로 중계해왔으나, 2022년부터는 이를 화요일 밤 경기로 전환하였다. 2007년부터 2020년까지 TBS는 지구 우승 또는 와일드카드 결정전을 위한 타이브레이커 경기의 독점 중계권을 보유했다. 현재는 디비전 시리즈(Division Series) 라운드를 독점 중계하고 있으며, 폭스가 중계하지 않는 챔피언십 시리즈의 중계도 맡는다. TBS는 홀수 연도에는 NLCS를, 짝수 연도에는 ALCS를 중계한다.
2009년 1월, MLB는 자체 방송 채널인 MLB 네트워크를 출범시켰으며, 리그 전반의 뉴스 및 콘텐츠를 제공하고, 같은 해 26경기를 생중계하였다. 각 팀은 폭스(토요일), ESPN(일요일 밤)에서 중계하지 않는 경기의 경우 자체 지역 방송을 통해 중계한다. 이들 경기는 일반 방송 채널과 지역 스포츠 네트워크(RSN)를 통해 나뉘어 중계되며, 일부 팀은 RSN이나 자체 팀 전용 네트워크를 통해서만 경기를 중계하기도 한다.
캐나다에는 MLB 팀이 단 한 곳(토론토 블루제이스)만 존재하기 때문에, 스포츠넷(Sportsnet) 이 블루제이스의 전 경기를 전국적으로 중계한다. 스포츠넷은 블루제이스의 모회사인 로저스 커뮤니케이션즈(Rogers Communications)가 소유하고 있으며, 폭스의 토요일 경기, 올스타전, 포스트시즌, 월드 시리즈 또한 중계한다. 2011년 4월부터 TSN2는 ESPN의 선데이 나이트 베이스볼을 캐나다에서 방송하기 시작하였다. TVA 스포츠는 블루제이스 경기를 프랑스어로 중계한다.
여러 MLB 경기는 인터넷 스트리밍 플랫폼을 통해 독점적으로 중계되기도 한다. MLB는 한 시즌 동안 페이스북에서 독점 경기 중계를 실시한 후, 2019 시즌부터 유튜브와 파트너십을 맺고 매주 한 경기씩 스트리밍하기 시작했으며, 이 계약은 2022년까지 지속되었다. 2022년에는 애플과의 계약을 통해 애플 TV+ 에서 프라이데이 나이트 베이스볼(Friday Night Baseball) 을, NBC 스포츠와의 계약을 통해 피콕(Peacock) 에서 MLB 선데이 리드오프(Sunday Leadoff) 를 각각 중계하기 시작했다.
ESPN+는 정규 시즌 내내 매일 1경기씩 지역 외(out-of-market) 경기 중계를 제공하고 있다.
2023년 디비전 시리즈부터는 맥스(Max) 가 자매 채널인 TBS에서 방송하는 경기를 동시 중계하기 시작하였다. 두 채널 모두 워너 브라더스 디스커버리(Warner Bros. Discovery)가 소유하고 있다.
2024 시즌에는 로쿠 채널(The Roku Channel) 이 MLB 선데이 리드오프 중계를 시작하였다. 시즌 중반에는 텔레비사유니비전(TelevisaUnivision) 이 화요일 밤 MLB 엔 비보(MLB En Vivo) 중계를 유니마스(UniMás), TUDN, 그리고 ViX에서 실시하기로 하는 다년 계약을 체결한 것이 확인되었다. 해당 계약은 매주 최대 15경기의 하이라이트 및 라이브 클립 방송, 그리고 2024 시즌 아메리칸리그 디비전 시리즈(ALDS) 및 챔피언십 시리즈(ALCS) 에 대한 스페인어 독점 TV 중계권을 포함한다. 일부 경기는 유니비전(Univision), 유니마스, TUDN, ViX에서 방송되며, 2024년 월드 시리즈 1차전 역시 폭스 및 폭스 데포르테스(Fox Deportes)와 함께 방송되었다.

### 블랙아웃 정책
MLB는 여러 가지 블랙아웃 규정을 운영하고 있다. 지역 방송사는 자국 시장(지역 내 팀)의 경기를 중계할 수 있는 우선권을 가지며, 해당 경기가 전국 방송사의 독점 중계가 아닌 경우에는 지역 방송이 우선 적용된다. 따라서 특정 시장에서 지역 팀이 출전하는 비독점 경기의 경우, 해당 시장에서는 전국 방송사에서 대체 프로그램이 송출된다.
MLB의 인터넷 스트리밍 서비스 또한 동일한 블랙아웃 규정이 적용된다. MLB 커미셔너 로버트 맨프레드는 이러한 블랙아웃 정책을 완화하여 스트리밍 서비스에 대한 제약을 줄이고자 하는 의사를 밝힌 바 있다.

### 라디오와 인터넷
최초로 라디오 중계된 야구 경기는 1921년 8월 5일 피츠버그 파이리츠와 필라델피아 필리스 간의 경기였다. 이 경기는 피츠버그의 KDKA 방송국에서 중계하였으며, 파이리츠가 필리스를 8 대 5로 이겼다. 중계는 KDKA 소속 아나운서 해럴드 얼린이 맡았다. 같은 해, KDKA와 뉴어크의 WJZ 방송국은 뉴욕 자이언츠와 뉴욕 양키스 간의 월드 시리즈 경기를 처음으로 라디오 중계했는데, KDKA에서는 그랜트랜드 라이스가, WJZ에서는 토미 코완이 각각 중계를 맡았다. 그러나 당시 중계진은 실제 경기장에 있지 않고 전보를 통해 받은 정보를 전달하는 방식이었다. 1922년에는 WJZ가 월드 시리즈 전 경기를 중계했으며, 그랜트랜드 라이스가 직접 중계했다. 1923년 월드 시리즈에서는 라이스가 웨스팅하우스 방송을 통해 처음으로 그레이엄 맥나미와 함께 중계했다.
1923년 월드 시리즈 3차전 4회 말, 라이스는 마이크를 맥나미에게 넘겼는데, 이것이 맥나미의 중계 경력의 시작이자 최초의 컬러 해설자 역할이었다. 맥나미는 전문성 부족이라는 비판을 받기도 했으나, 야구의 대중화에 크게 기여했다.
1998년부터는 국가 단위 라디오 중계가 ESPN 라디오로 이관되었다. 현재 ESPN 라디오는 정규 시즌 동안 일요일 밤 야구 경기를 비롯하여 토요일 및 일부 평일 경기, 올스타전 및 포스트시즌 전 경기를 중계하고 있다. 2021년부터는 TUDN 라디오가 월드 시리즈를 포함한 일부 정규 시즌 및 포스트시즌 경기에 대해 스페인어 중계를 담당하고 있다.
또한 각 팀은 정규 시즌 중 자체 아나운서를 운영하며, 대부분 지역 팬층을 위한 지역 방송망을 갖추고 있다. 다만 뉴욕 양키스 라디오 네트워크처럼 명목상 지역 방송망이지만 미국 전역에 제휴국을 보유한 경우도 있다. 메이저 리그 베이스볼은 XM 위성 라디오와 독점 중계 계약을 맺어 MLB 네트워크 라디오 채널 및 전 경기를 실시간 중계한다. 여러 팀은 스페인어 방송망도 운영하며, 2022년 기준으로 로스앤젤레스 다저스는 한층 더 나아가 일부 경기를 한국어로도 중계한다. 캐나다 팀들인 몬트리올 엑스포스(워싱턴 D.C.로 이전 전)와 토론토 블루제이스는 프랑스어 중계도 제공한다.
MLB 경기는 인터넷으로도 생중계된다. 모든 텔레비전 및 라디오 중계는 MLB 공식 웹사이트 MLB.com의 MLB.tv 구독을 통해 시청할 수 있으며, 라디오 중계만을 별도로 제공하는 MLB.com의 Gameday Audio 서비스도 있다.
2005년부터 메이저 리그 베이스볼은 XM 위성 라디오와 협력하여 24시간 중계 채널인 MLB 홈 플레이트(현 MLB 네트워크 라디오)를 운영하며, 모든 메이저 리그 경기를 중계한다. 경기는 MLB Gameday Audio에서도 들을 수 있다.
모든 팀이 영어 방송망을 운영하는 것과 더불어, 다수 팀은 스페인어 방송망도 갖추고 있다. 또한 워싱턴 내셔널스가 몬트리올 엑스포스였을 때는 영어와 프랑스어로 경기를 중계했다. 로스앤젤레스 다저스는 일부 경기를 KMPC를 통해 한국어로 중계한다.

### 국제화
디즈니 미디어 네트웍스 라틴 아메리카는 자사 선형 채널인 ESPN, ESPN 카리브해, ESPN 브라질과 디즈니+를 통해 라틴 아메리카 및 카리브해 전역에서 정규 시즌 경기 180경기 이상(하루 최소 1경기), 홈런 더비, 올스타전, 그리고 와일드 카드 시리즈, 디비전 시리즈, 챔피언십 시리즈, 월드 시리즈를 포함한 포스트시즌 경기를 중계할 권리를 보유하고 있다.
멕시코에서는 2022년 기준으로 폭스 스포츠가 주당 5경기의 정규 시즌 경기와 미국 폭스 스포츠가 중계하는 리그의 포스트시즌 경기(와일드 카드 시리즈 포함)를 방송한다. 또한 TUDN은 2022년까지 주당 4경기를 방송하였는데, 유료 방송에서는 화요일과 목요일에, 토요일(대개 정오경)과 일요일에는 NBA 경기와 NFL 시즌 시작 전까지 교대로 경기 중계가 Canal 9을 통해 이루어졌다. 챔피언십 시리즈부터는 한 개 디비전과 전체 월드 시리즈만을 중계하였으며, 이는 59년간 무료 지상파 방송으로 송출되었다.
2023 시즌부터는 Imagen Televisión가 매주 토요일과 일요일 정규 시즌 경기뿐 아니라 플레이오프와 월드 시리즈까지 무료 지상파 방송 및 자사 웹사이트를 통해 멕시코 전역에 중계할 것임이 확정되었다.
아르헨티나에서는 폭스 스포츠가 주당 5경기의 정규 시즌 경기와 미국 폭스 스포츠가 중계하는 리그의 포스트시즌 경기(와일드 카드 시리즈 포함)를 방송한다.
베네수엘라에서는 2016 시즌부터 케이블 채널 IVC가 중계권을 보유하여 현재 주당 7경기를 중계하고 있다. 2022 시즌부터는 Televen이 주당 2경기와 포스트시즌 경기를 무료 지상파 방송으로 송출한다. 한편, 2023 시즌부터는 Venevisión이 "El Juego de la Semana"라는 프로그램을 통해 매주 일요일과 공휴일마다 무료 지상파로 경기를 방송할 예정이다.
도미니카 공화국에서는 2009년부터 Grupo Altice가 유료 방송을 통해 정규 시즌 전체와 플레이오프, 월드 시리즈를 중계하고 있으며, 무료 지상파와 라디오에서는 Grupo Corripio가 주당 7경기와 포스트시즌 전체를 방송하고 있다.
스페인에서는 Movistar Plus+가 하루 1경기를 포함해 시즌 전체 경기와 포스트시즌, 챔피언십 시리즈 및 월드 시리즈 전 경기를 중계할 권리를 보유하고 있다.
영국에서는 과거 Channel 5가 일요일과 수요일 새벽 1시경에 MLB 경기, 올스타전 및 포스트시즌 경기를 방영했으며, 가장 최근에는 Johnny Gould와 Josh Chetwynd가 ‘MLB on Five’ 프로그램을 진행했다. 이 채널은 1997년 개국 때부터 야구 중계를 시작했으나, 2009 시즌에는 재정적 이유로 중계권을 포기하였다. 현재 BT Sport ESPN이 주간 및 녹화 중계를 여러 차례 방송하며, BT Sport 및 구독자 한정 Virgin Media에서 시청 가능하다. ESPN America는 영국 및 수십 개국에서 많은 경기를 중계했으나, 2013년 7월 31일에 채널이 종료되었다.
호주에서는 ESPN Australia(구독 기반)를 통해 정기적으로 MLB 경기를 방영한다.
중동, 북아프리카 및 프랑스 지역에서는 beIN Sports 채널이 MLB 경기를 중계한다.
독일, 오스트리아, 스위스에서는 2022년부터 2026년까지 Sport1 플랫폼에서 최대 500경기의 MLB 경기를 독점 중계할 예정이다.
헝가리에서는 2020년부터 Sport1 채널을 통해 MLB 경기가 방송되고 있다.
대한민국에서 2024년부터 SPOTV 채널을 통해 MLB 경기가 방송되고 있으나, 일부 경기 장면은 KBS에서 독점 중계한다.

## 역대 커미셔너
| 대수 | 이름                 | 임기            |
| ---- | -------------------- | --------------- |
| 1    | 케네소 마운틴 랜디스 | 1920년 ~ 1944년 |
| 2    | 앨버트 챈들러 시니어 | 1945년 ~ 1951년 |
| 3    | 포드 프리크          | 1951년 ~ 1965년 |
| 4    | 윌리엄 에케르트      | 1965년 ~ 1968년 |
| 5    | 보위 쿤              | 1969년 ~ 1984년 |
| 6    | 피터 위버로스        | 1984년 ~ 1989년 |
| 7    | 안젤로 지아마티      | 1989년          |
| 8    | 프란치스코 빈센트    | 1989년 ~ 1992년 |
| 9    | 버드 셀릭            | 1992년 ~ 2015년 |
| 10   | 롭 맨프레드          | 2015년 ~ 현재   |

## 같이 보기
- 마이너 리그 베이스볼
  - 트리플 A (야구)
- 한국인 메이저리거